# Швеція на літніх Олімпійських іграх 1932
Швеція брала участь у Літніх Олімпійських іграх 1932 року у Лос-Анджелесі (США), і завоювала 23 медалі, з яких 9 золоті, 5 срібних і 9 бронзових. Збірну країни представляв 81 спортсмен (78 чоловіків, 3 жінки).

## Медалісти
| Медаль | Спортсмен                                                           | Вид спорту           | Дисципліна                                    |
| ------ | ------------------------------------------------------------------- | -------------------- | --------------------------------------------- |
| Золото | Бертіль Реннмарк                                                    | Стрільба             | Чоловіки, малокаліберна гвинтівка, 50 м       |
| Золото | Юган Габрієль Уксеншерна                                            | Сучасне п'ятиборство | Чоловіки, особиста першість                   |
| Золото | Ерік Мальмберг                                                      | боротьба             | Чоловіки, греко-римська боротьба, до 66 кг    |
| Золото | Івар Юганссон                                                       | боротьба             | Чоловіки, греко-римська боротьба, до 72 кг    |
| Золото | Рудольф Свенссон                                                    | Боротьба             | Чоловіки, греко-римська боротьба, до 87 кг    |
| Золото | Карл Вестергрен                                                     | боротьба             | Чоловіки, греко-римська боротьба, понад 87 кг |
| Золото | Івар Юганссон                                                       | Боротьба             | Чоловіки, вільна боротьба, до 79 кг           |
| Золото | Юган Ріхтгофф                                                       | Боротьба             | Чоловіки, вільна боротьба, понад 87 кг        |
| Золото | Туре Гольм Мартін Гіндорфф Улле Окерлунд Оке Бергквіст              | Вітрильний спорт     | Клас «6 метрів»                               |
| Срібло | Ерік Свенссон                                                       | Легка атлетика       | Чоловіки, потрійний стрибок                   |
| Срібло | Туре Альквіст                                                       | Бокс                 | Чоловіки, до 61,2 кг                          |
| Срібло | Бу Ліндман                                                          | Сучасне п'ятиборство | Чоловіки, особиста першість                   |
| Срібло | Туре Шестедт                                                        | Боротьба             | чоловіки, вільна боротьба, до 87 кг           |
| Срібло | Бертіль Сандстрем Томас Бюстром Густаф Адольф Больтенстерн-молодший | Кінний спорт         | Виїждження, командна першість                 |
| Бронза | Аллан Карлссон                                                      | Бокс                 | чоловіки, до 57,2 кг                          |
| Бронза | Аксель Кадіер                                                       | Боротьба             | Чоловіки, греко-римська боротьба, до 79 кг    |
| Бронза | Ейнар Карлссон                                                      | боротьба             | Чоловіки, вільна боротьба, до 61 кг           |
| Бронза | Густаф Кларен                                                       | Боротьба             | Чоловіки, вільна боротьба, до 66 кг           |
| Бронза | Гуннар Астер Даніель Сунде-Куллберг                                 | Вітрильний спорт     | Клас «Зоряний»                                |
| Бронза | Кларенс вон Русен-молодший                                          | Кінний спорт         | Кінне триборство, особиста першість           |
| Бронза | Кларенс фон Русен-молодший                                          | Кінний спорт         | Конкур, особиста першість                     |
| Бронза | Бернгард Брітц                                                      | Велоспорт            | Чоловіки, індивідуальна велогонка             |
| Бронза | Бернгард Брітц Арне Берг Свен Геглунд                               | Велоспорт            | Чоловіки, командна велогонка                  |